# Adoração dos Reis Magos (Velázquez)
A Adoração dos Reis Magos é uma pintura barroca de 1619 do artista espanhol Diego Velázquez atualmente realizada no Museu do Prado. Mostra três reis apresentando presentes ao Menino Jesus: Melchior, que se ajoelha em primeiro plano; Balthazar, que está atrás dele usando uma capa vermelha e uma gola de renda; e Gaspar, que aparece entre os outros dois. Um jovem não identificado que está atrás de Balthazar está olhando. Ajoelhado perto do ombro esquerdo da Virgem Maria está São José. O tamanho e o formato da pintura indicam que ela foi feita para um retábulo.
A Adoração dos Reis Magos (do título da seção em latim da Vulgata, A Magis adoratur) é o nome tradicionalmente dado ao tema cristão parte da Natividade, no qual os três reis magos, representados como reis vindos do oriente, tendo encontrado Jesus ao seguir a estrela de Belém, colocam aos pés do Menino Jesus presentes de ouro, incenso e mirra. Eles também o adoram como "rei dos judeus". Este evento foi relatado em Mateus 2:11.